# شتیتار (صربستان)
شتیتار (به صربی: Štitar) یک منطقهٔ مسکونی در صربستان است که در ناحیه ماچوا واقع شده‌است.